# Гнуше (комуна)
Комуна Гнуше (швед. Gnosjö kommun) — адміністративно-територіальна одиниця місцевого самоврядування, що розташована в лені Єнчепінг у південній Швеції.
Гнуше 197-а за величиною території комуна Швеції. Адміністративний центр комуни — місто Гнуше.

## Населення
Населення становить 9 354 чоловік (станом на вересень 2012 року). 
| Кількість населення комуни Гнуше за 1970-2010 роки | Кількість населення комуни Гнуше за 1970-2010 роки | Кількість населення комуни Гнуше за 1970-2010 роки | Кількість населення комуни Гнуше за 1970-2010 роки | Кількість населення комуни Гнуше за 1970-2010 роки |
| -------------------------------------------------- | -------------------------------------------------- | -------------------------------------------------- | -------------------------------------------------- | -------------------------------------------------- |
| Рік                                                |                                                    |                                                    | Населення                                          |                                                    |
| 1970                                               | 1970                                               |                                                    | 7 680                                              | 7 680                                              |
| 1975                                               | 1975                                               |                                                    | 8 324                                              | 8 324                                              |
| 1980                                               | 1980                                               |                                                    | 9 056                                              | 9 056                                              |
| 1985                                               | 1985                                               |                                                    | 9 175                                              | 9 175                                              |
| 1990                                               | 1990                                               |                                                    | 9 855                                              | 9 855                                              |
| 1995                                               | 1995                                               |                                                    | 10 023                                             | 10 023                                             |
| 2000                                               | 2000                                               |                                                    | 10 280                                             | 10 280                                             |
| 2005                                               | 2005                                               |                                                    | 9 753                                              | 9 753                                              |
| 2010                                               | 2010                                               |                                                    | 9 546                                              | 9 546                                              |
| Джерело: SCB                                       |                                                    |                                                    |                                                    |                                                    |

## Населені пункти
Комуні підпорядковано 7 міських поселень (tätort) та низка сільських, більші з яких:
- Гнуше (Gnosjö)
- Гіллерсторп (Hillerstorp)
- Кулльторп (Kulltorp)
- Ніссафорс (Nissafors)
- Тересторп (Törestorp)
- Марієгольм (Marieholm)

## Галерея

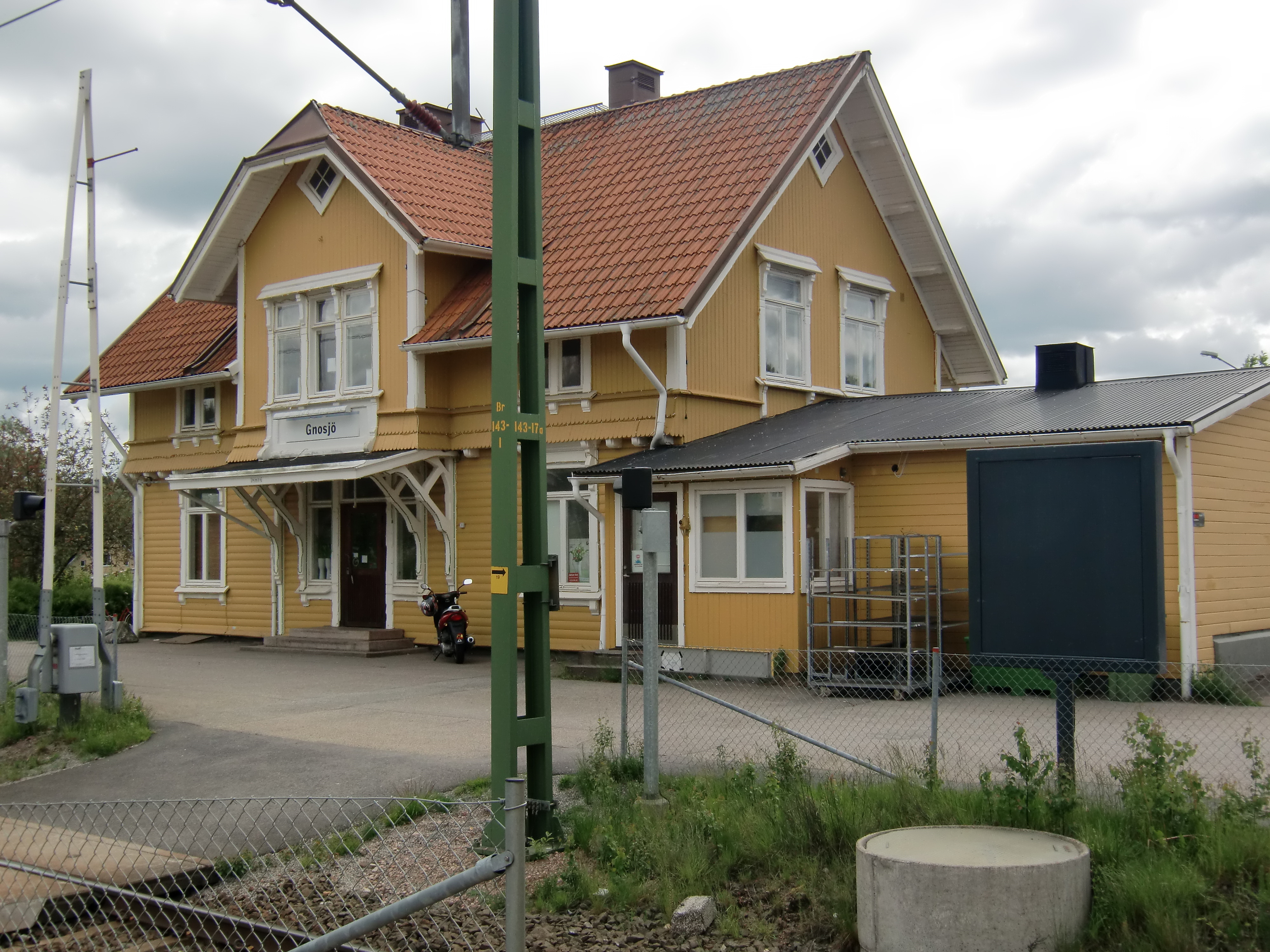
Залізнична станція Гнуше
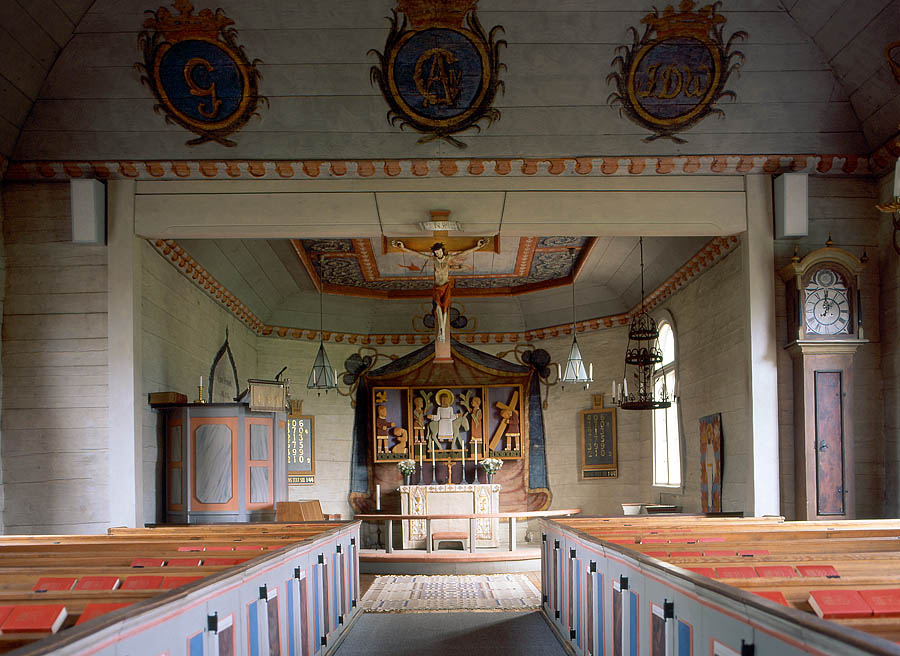
Церква (Чевше)
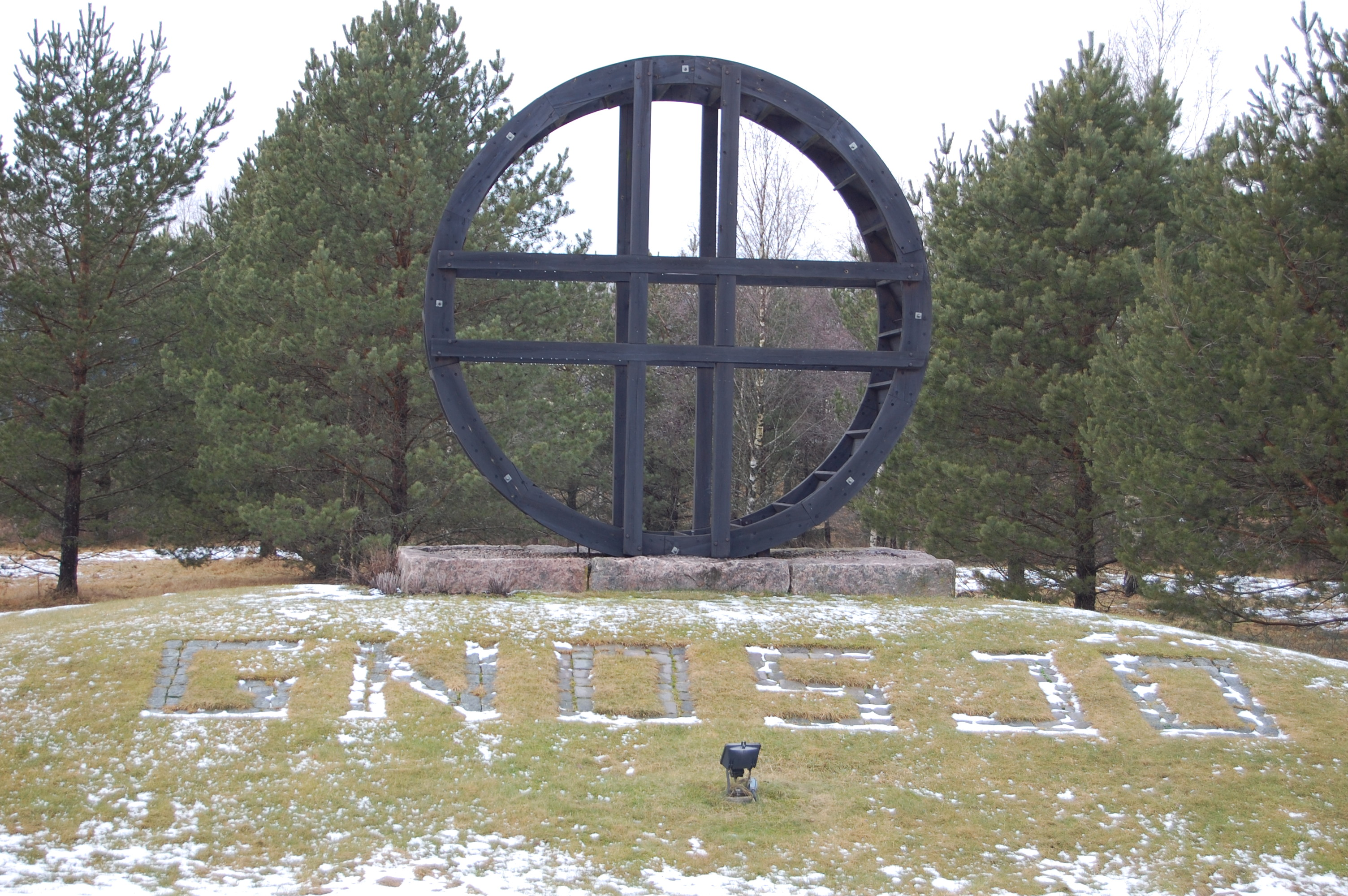
Гнуше

## Виноски
1. ↑  Andersson P. Sveriges kommunindelning 1863-1993 — Mjölby: Draking, 1993. — 132 с. — ISBN 978-91-87784-05-7
2. ↑  Folkmangd i riket, lan och kommuner (шв.) . Центральне бюро статистики Швеції. Архів оригіналу за 20 серпня 2013. Процитовано 22 лютого 2013.